# 維塔利·達農
維塔利·海姆·達農（法語：Vitalis Haim Danon，希伯來語：‎，1897年12月10日—1969年6月1日）是突尼斯猶太裔作家和教授。達農因在《罪惡街的尼內特》（Ninette de la Rue du Péché）一書中對突尼斯猶太人日常生活的開創性描繪而聞名
。
達農出生於土耳其埃迪爾內，當時這裡是奧斯曼帝國的一部分。他的家人是塞法迪猶太人。達農畢業於巴黎世界猶太聯盟 (AIU)。1917年，他從巴黎東方以色列師範學院 (法語：École Normale Israélite Orientale，ENIO) 獲得學位。